# 细柄薯蓣
细柄薯蓣（学名：Dioscorea tenuipes）为薯蓣科薯蓣属的植物。分布于日本以及中国大陆的江西、福建、浙江、安徽、湖南、广东等地，生长于海拔800米至1,100米的地区，见于毛竹林内、林缘、山谷的疏林下、海滨岩石和内陆开阔山凹溪畔落叶灌丛下，目前尚未由人工引种栽培。